# Tržek (przystanek kolejowy)
Tržek – przystanek kolejowy w miejscowości Tržek, w kraju pardubickim, w Czechach Znajduje się na wysokości 305 m n.p.m.

## Linie kolejowe
- 018 Choceň - Litomyšl